# Panteras de Miranda BBC
El Panteras de Miranda BBC és un club veneçolà de basquetbol de la ciutat de Sucre (Miranda), jugant els seus partits a Caracas. Evolució del nom:
- Panteras de Táchira (1974-1981)
- Panteras de Lara (1981-1986)
- Panteras de Miranda (1986-avui)

## Palmarès
- Lliga veneçolana de bàsquet: 
  - 1976 (Panteras del Táchira), 1983 (Panteras de Lara), 1995